# 曹伊笛
曹伊笛（1995年10月9日—），中国大陆女歌手。于2015年9月正式开始词曲创作，至今已发行两首单曲《念你》和《蝈蝈》，收录海内外各大音乐平台。